# Episodi di Teen Titans Go! (serie animata) (sesta stagione)
La sesta stagione della serie animata Teen Titans Go!, composta da 52 episodi, è stata trasmessa negli Stati Uniti d'America dal 4 ottobre 2019 al 1º maggio 2021 su Cartoon Network.
In Italia viene trasmessa dal 14 novembre 2019 al 24 giugno 2021.
| Nº | Titolo originale                                                      | Titolo italiano                                                  | Prima TV USA     | Prima TV italiana |
| -- | --------------------------------------------------------------------- | ---------------------------------------------------------------- | ---------------- | ----------------- |
| 1  | Butt Atoms                                                            | La puzzetta atomica                                              | 4 ottobre 2019   | 16 gennaio 2020   |
| 2  | TV Knight 5                                                           | La finta influenza                                               | 15 ottobre 2019  | 17 gennaio 2020   |
| 3  | Witches Brew                                                          | La festa di Halloween                                            | 25 ottobre 2019  | 14 novembre 2019  |
| 4  | That's What's Up!                                                     | Ritorno in famiglia                                              | 27 novembre 2019 |                   |
| 5  | Crab Shenanigans                                                      | Bravate da granchi                                               | 27 novembre 2019 |                   |
| 6  | Brobots                                                               | Frabot                                                           | 27 novembre 2019 |                   |
| 7  | Brain Flip                                                            | Bibi torna a casa                                                | 27 novembre 2019 |                   |
| 8  | Beast Boy on a Shelf                                                  | Bibi la spia                                                     | 21 dicembre 2019 |                   |
| 9  | Christmas Crusaders                                                   | Carbone a Natale                                                 | 21 dicembre 2019 |                   |
| 10 | We're Off to Get Awards                                               | La premiazione dei supereroi                                     | 22 febbraio 2020 |                   |
| 11 | Bat Scouts                                                            | Bat Scout                                                        | 22 febbraio 2020 |                   |
| 12 | Walk Away                                                             | L'auto di seconda mano                                           | 29 febbraio 2020 |                   |
| 13 | Record Book                                                           | Il libro dei record                                              | 7 marzo 2020     |                   |
| 14 | Magic Man                                                             | Bibi il mago                                                     | 14 marzo 2020    |                   |
| 15 | The Titans Go Casual                                                  | Un nuovo abbigliamento                                           | 21 marzo 2020    |                   |
| 16 | Rain On Your Wedding Day                                              | Il raggio di pioggia                                             | 28 marzo 2020    |                   |
| 17 | Egg Hunt                                                              | Pasqua a Gotham                                                  | 10 aprile 2020   |                   |
| 18 | Justice League's Next Top Talent Idol Star: Justice League Edition    | Next Top Talent Idol Star: Edizione della Justice League         | 25 maggio 2020   | 14 ottobre 2020   |
| 19 | Justice League's Next Top Talent Idol Star: Justice League Edition    | Next Top Talent Idol Star: Edizione della Justice League         | 25 maggio 2020   | 14 ottobre 2020   |
| 20 | The Night Begins to Shine Chapter One: Mission to Find the Lost Stems | La notte splenderà Capitolo 1: Missione per trovare i file audio | 10 luglio 2020   | 15 ottobre 2020   |
| 21 | The Night Begins to Shine Chapter Two: Drums                          | La notte splenderà Capitolo 2: Batteria                          | 10 luglio 2020   | 16 ottobre 2020   |
| 22 | The Night Begins to Shine Chapter Three: Guitar                       | La notte splenderà Capitolo 3: Chitarra                          | 10 luglio 2020   | 19 ottobre 2020   |
| 23 | The Night Begins to Shine Chapter Four: Bass                          | La notte splenderà Capitolo 4: Basso                             | 10 luglio 2020   | 20 ottobre 2020   |
| 24 | The Night Begins to Shine Chapter Five: You're the One                | La notte splenderà Capitolo 5: Sei quello giusto                 | 10 luglio 2020   | 21 ottobre 2020   |
| 25 | Where Exactly on the Globe Is Carl Sanpedro?                          | Vacanze rovinate                                                 | 10 agosto 2020   | 7 aprile 2021     |
| 26 | Where Exactly on the Globe Is Carl Sanpedro?                          | Vacanze rovinate                                                 | 11 agosto 2020   | 7 aprile 2021     |
| 27 | Where Exactly on the Globe Is Carl Sanpedro?                          | Vacanze rovinate                                                 | 12 agosto 2020   | 8 aprile 2021     |
| 28 | Where Exactly on the Globe Is Carl Sanpedro?                          | Vacanze rovinate                                                 | 13 agosto 2020   | 9 aprile 2021     |
| 29 | Ghost With the Most                                                   | Il fantasma con più carisma                                      | 5 ottobre 2020   | 14 giugno 2021    |
| 30 | Bucket List                                                           | La lista dei desideri                                            | 6 ottobre 2020   | 12 ottobre 2020   |
| 31 | TV Knight 6                                                           | Nuovi programmi                                                  | 7 ottobre 2020   | 13 ottobre 2020   |
| 32 | Kryptonite                                                            | Kryptonite                                                       | 8 ottobre 2020   | 12 aprile 2021    |
| 33 | Thumb War                                                             | La guerra dei pollici                                            | 9 ottobre 2020   | 13 aprile 2021    |
| 34 | Toddler Titans... Yay!                                                | I piccoli Titans                                                 | 14 novembre 2020 | 15 aprile 2021    |
| 35 | Huggbees                                                              | Un eroe dal passato                                              | 14 novembre 2020 | 24 giugno 2021    |
| 36 | Baby Mouth                                                            | Lord Baby Bocca                                                  | 21 novembre 2020 | 16 aprile 2021    |
| 37 | The Cast                                                              | Il gesso                                                         | 12 dicembre 2020 | 14 aprile 2021    |
| 38 | Superhero Feud                                                        | Sfida tra Supereroi                                              | 20 dicembre 2020 | 7 giugno 2021     |
| 39 | Lucky Stars                                                           | Sotto una buona stella                                           | 23 gennaio 2021  | 19 aprile 2021    |
| 40 | Various Modes of Transportation                                       | Il torneo di ping pong                                           | 23 gennaio 2021  | 20 aprile 2021    |
| 41 | Cool Uncles                                                           | I fratelli di Corvina                                            | 30 gennaio 2021  |                   |
| 42 | Butter Wall                                                           | La muraglia di burro                                             | 6 febbraio 2021  |                   |
| 43 | BBRAEBDAY                                                             | Bibi, Corvina e il compleanno                                    | 13 febbraio 2021 | 8 giugno 2021     |
| 44 | Don't Press Play                                                      | Non premere play                                                 | 20 febbraio 2021 | 23 giugno 2021    |
| 45 | Real Art                                                              | I quadri rubati                                                  | 27 febbraio 2021 | 9 giugno 2021     |
| 46 | Just a Little Patience…Yeah…Yeah                                      | Bisogna avere pazienza                                           | 6 marzo 2021     | 10 giugno 2021    |
| 47 | Villains in a Van Getting Gelato                                      | Un'uscita tra cattivi                                            | 13 marzo 2021    | 11 giugno 2021    |
| 48 | I Am Chair                                                            | Io sono Poltrona                                                 | 20 marzo 2021    | 15 giugno 2021    |
| 49 | Bumgorf                                                               | Che fine ha fatto Silkie?                                        | 27 marzo 2021    | 16 giugno 2021    |
| 50 | The Mug                                                               | La tazza                                                         | 17 aprile 2021   | 17 giugno 2021    |
| 51 | Hafo Safo                                                             | Gita a Silver Lake                                               | 24 aprile 2021   | 21 giugno 2021    |
| 52 | Zimdings                                                              | L'isola dei caratteri spazzatura                                 | 1º maggio 2021   | 22 giugno 2021    |

## Un eroe dal passato
Brain si allea con Lobe, perciò i Titans chiedono aiuto al suo acerrimo nemico e supereroe Freakazoid, per fermarli.